# Ammersdorf (Johanniskirchen)
Ammersdorf ist ein Ortsteil der Gemeinde Johanniskirchen im niederbayerischen Landkreis Rottal-Inn.

## Lage
Der Ort liegt 2 km nordöstlich des Kernortes Johanniskirchen an der St 2108. Unweit südöstlich fließt der Sulzbach, der über den Vilskanal in die Vils entwässert.

## Sehenswürdigkeiten
In der Liste der Baudenkmäler in Johanniskirchen sind für Ammersdorf zwei Baudenkmale aufgeführt:
- Die katholische Filialkirche Mater Dolorosa (Ammersdorf 12) aus dem frühen 18. Jahrhundert ist ein Saalbau mit eingezogenem Chor und Westdachreiter.
- Das ehemalige Bauernhaus (Ammersdorf 13), ein zweigeschossiger Satteldachbau mit Blockbau-Obergeschoss, stammt im Kern aus dem Ende des 18. Jahrhunderts. Das aktuelle Dach stammt aus späterer Zeit.